# Kratae Rsiam
Trae Boonyaliang (en tailandés: แตร บุญยะเลี้ยง; provincia de Lampang, 25 de agosto de 1987, nacida como Nipaporn Paeng-Ouan), más conocida por su nombre artístico Kratae Rsiam es una cantante, modelo, boxeadora y  empresaria tailandesa. Su género musical es el Luk thung y es la fundadora y propietaria de la empresa de cosméticos Kathy Cosmetics.
El Lukt hung común normalmente se acompaña con música tradicional, pero ella innovó al agregar nuevos ritmos influenciándose en música de otros países además también canta baladas y demás estilos.

## Carrera

### Comienzos y carrera en el deporte
A la edad de 12 años comenzó a boxear al estilo muay thai se hizo llamar "Namwannoi Sakboonma", siempre mantuvo un aspecto muy femenino usando accesorios y vestimentas de colores rosados, sus ataques más peligrosas son patadas y rodillazos mientras que su punto débil es su rostro, está inseguridad podría traerle problemas y ser noqueada, por esa razón Kratae nunca quiso probar el boxeo con Reglas del marqués de Queensberry.Ella entró en el boxeo porque lo veía como un desafío, recibió 300 baht por su primera pelea, que ganó. Después de los combates en las provincias del Norte, llegó a Bangkok en busca de más fama y fortuna.En el año 2002 ganó el título "The Muay Thai Female Thailand Championship" categoría 45 kilos, con una victoria sobre Fahsang Sor Pranprai en Chachoengsao.Un año más tarde, Kratae perdió la oportunidad de ser coronada campeona internacional, al perder ante Isabe Watanabe de Japón en una pelea de campeonato en Rangsi, Kratae a lo largo de su carrera ha participado en cerca de 40 combates.Luego también incursionó en el Taekwondo de hecho, ganó tres competencias de este deporte en Chiang Mai.

### Carrera musical y salto a la fama
Kratae saltó a la fama, al aparecer en un programa de televisión como una boxeadora que canta, gracias a esta aparición consiguió un contrato con el sello discográfico Rsiam.Sin embargo, su primera canción ไม่ได้ตั้งใจดำ "Mai Dai Tang Jai Dam" (No Intention To Be Dark Skin) fue un fracaso.El álbum no tuvo éxito y su carrera musical estuvo en reposo mientras se concentraba en terminar la preparatoria, al tiempo después llamó a la compañía discográfica y preguntó si todavía estaban interesados en ella.Le ofrecieron hacer un siguiente disco este en solitario el concepto es cantar su propia historia de vida con el dialecto del Norte.Kratae no le veía mucho futuro a este asunto creía que a las personas no les interesaría, además realmente no habla la lengua del Norte, su padre es de Lampang, pero su madre es de Bangkok.De todos modos trato de usar su dialecto norteño, su nuevo álbum, "Peered Jai Sao Tare" (Open Kratae's Heart), fue un éxito vendió más de 100.000 copias, ella misma lo bautizo como el "Álbum compensador de deudas".

### Cambio de Nombre
El 1 de agosto de 2019, cambió legalmente su nombre a แตร บุญยะเลี้ยง Tae Boonyaliang, Tae significa «Trompeta» en tailandés. Esta decisión se basó en sus creencias budistas y con la esperanza de atraer buena suerte. 

## Álbumes de estudio
| Detalles                                                                         | Pistas |
| -------------------------------------------------------------------------------- | --- |
| ลูกทุ่ง 4 ทีน - Lanzamiento: 2003 - Discográfica: Rsiam - Formato: Álbum             | 1. ยิ้มแล้วรวย 2. ไม่ได้ตั้งใจดำ 3. บรรยากาศน่ามีแฟน 4. สาวหนองโพ 5. พ่อมีแต่ให้ 6. อดีตรักบ้านนา 7. หนูสวยไหม 8. สาวทับกระดาน 9. รักคนมอ 10. ใจตรงกัน 11. ลูกสิบล้ 12. เพื่อแม่                                                              |
| เปิดใจสาวแต - Lanzamiento: 2007 - Discográfica: Rsiam - Formato: Álbum            | 1. รอนานนานทรมานใจ 2. เปิดใจสาวแต 3. ไม่มีมือถือ 4. รีโมทหัวใจ 5. หมาหนูดุ 6. ใต้ร่มพระบารมี 7. เบอร์ใคร 8. แค่คำบอกลา 9. ไม่ปลื้ม 10. ฟ. แฟนไม่มี                                                                                     |
| ของขวัญจากสาวแต - Lanzamiento: 2007 - Discográfica: Rsiam - Formato: Álbum        | 1. อบต.บุญมา 2. ไผว่าน้องเจ้าชู้ 3. ของขวัญที่น้องขอ 4. มาละเหวย 5. คิดถึง 6. เดี๋ยวแม่ตีตาย 7. เขามีดีอะไร 8. แน่ใจไหมพี่ 9. สาวลำปาง 10. เสียดาย                                                                                        |
| Rod Mun Non-Stop - Lanzamiento: 2008 - Discográfica: Rsiam - Formato: Álbum      | 1. มาละเหวย 2. ฟ.แฟนไม่มี 3. ไม่ได้ตั้งใจดำ 4. เปิดใจสาวแต 5. ไผว่าน้องเจ้าชู้ 6. อบต. บุญมา 7. เบอร์ใคร 8. เสียดาย 9. ไม่ปลื้ม 10. เดี๋ยวแม่ตีตาย 11. แน่ใจไหมพี่ 12. หนูสวยไหม 13. หมาหนูดุ 14. อย่าไว้ใจทาง อย่าวางใจใคร : กระแต + ปีเตอร์ โฟดีฟาย |
| สาวกาดแลง - Lanzamiento: 2008 - Discográfica: Rsiam - Formato: Álbum             | 1. จ้างมันเต๊อะ 2. สวัสดีความเหงา 3. สาวกาดแลง 4. จะยะจะได 5. ชงยาหม่อง 6. บอกมาเลย 7. คำหวานก่อนนอน 8. ละอ่อน 9. ผ้าเช็ดหน้า 10. สะกิดต่อมสาว                                                                                   |
| อัลบั้มพิเศษ ตีเข่าเขย่าแดนซ์ - Lanzamiento: 2010 - Discográfica: Rsiam - Formato: Álbum | 1. อย่างนี้ต้องตีเข่า 2. สาวรำวง 3. พกเมียมาด้วยเหรอ 4. รักเรือล่ม 5. มารักทำไมตอนนี้ 6. ไม่อยากเป็นแปรงสีฟัน 7. ว่างแล้วช่วยโทรกลับ 8. ตบมือข้างเดียว 9. เด็กปั๊ม 10. ชอบมั้ย                                                                    |
| รักนะฉึก ฉึก - Lanzamiento: 2011 - Discográfica: Rsiam - Formato: Álbum             | 1. รักนะฉึก ฉึก 2. เบอร์คนอกหัก 3. นิสัยบ่ดี 4. ลืมไปว่าบ่ใช่แฟน 5. หล่อทะลุใจ (จึ๊กกะดึ๊ย) 6. ละมุนละม่อม 7. อารมณ์หญิง 8. แมวหวงก้าง 9. เป็นจะไดผ่องอ้าย 10. ป๊อกกะแด๊ก                                                                        |

### Sencillos
| Año  | Detalles del Álbum |      | |
| ---- | --- | ---- | --- |
| Año  | Detalles del Álbum | 2008 | รักหรือไม่รัก Feat. Dr. Fuu - Fecha de lanzamiento: 19 de diciembre del 2008 - Sello: Rsiam - Formato: Descarga digital |
| 2013 | ตื๊ด (Tued) - Fecha de lanzamiento: 10 de julio del 2013 - Sello: Rsiam - Formato: Descarga digital                                 |      | |
| 2014 | ชู้ทางไลน์ (Hidden Line) Feat. Timethai - Fecha de lanzamiento: 17 de septiembre del 2014 - Sello: Rsiam - Formato: Descarga digital |      | |
| 2014 | เมรี (Meri) Feat. Kratay Rsiam - Fecha de lanzamiento: 24 de diciembre del 2014 - Sello: Rsiam - Formato: Descarga digital         |      | |
| 2015 | ยิ่งถูกทิ้ง ยิ่งต้องสวย (Stay Cool!) - Fecha de lanzamiento: 27 de agosto del 2015 - Sello: Rsiam - Formato: Descarga digital             |      | |
| 2016 | สะบัด (Flick) - Fecha de lanzamiento: 14 de marzo del 2016 - Sello: Rsiam - Formato: Descarga digital                              |      | |
| 2016 | เหวี่ยง (นวดให้นุ่ม) (Strong) Feat Waii - Fecha de lanzamiento: 15 de agosto del 2016 - Sello: Rsiam - Formato: Descarga digital       |      | |
| 2017 | รอพี่ที่บ้านนอก - Fecha de lanzamiento: 16 de febrero de 2017 - Sello: Rsiam - Formato: Descarga digital                               |      | |
| 2018 | หนานะ (Mera Pyar) - Fecha de lanzamiento: 29 de marzo de 2018 - Sello: Rsiam - Formato: Descarga digital                          |      | |
| 2018 | ลื่ม (Slippery) - Fecha de lanzamiento: 25 de diciembre de 2018 - Sello: Rsiam - Formato: Descarga digital                          |      | |
| 2019 | สาวดอยคอยปี้ (Sao Doi Khoi Pi) - Fecha de lanzamiento: 7 de agosto de 2019 - Sello: Rsiam - Formato: Descarga digital               |      | |
| 2021 | วิลิศมาหรา (GODDESS) - Fecha de lanzamiento: 27 de febrero de 2021 - Sello: Rsiam - Formato: Descarga digital                       |      | |
| 2021 | ถ่าอ้ายมาเฮ็ด Feat. Boun & Prem - Fecha de lanzamiento: 30 de julio de 2021 - Sello: Rsiam - Formato: Descarga digital               |      | |
| 2022 | ดูดพิษ (Love Sucks) - Fecha de lanzamiento: 27 de enero de 2022 - Sello: Rsiam - Formato: Descarga digital                          |      | |
| 2022 | MAKE IT RAIN (Money) - Fecha de lanzamiento: 16 de junio de 2022 - Sello: Rsiam - Formato: Descarga digital                       |      | |

## Películas
- สวยหมัดสั่ง (Suay Mat Sang) (2011)
- สวยหมัดสั่ง 2 (Suay Mat Sang 2) (2012)
- Look Tung Nguen Laan (2013)

## Dramas
- Rachanee Look Toong (Ch.8 2012)
- Like Mat Sang (Ch.8 2015)